# Alchemilla epipsila
Alchemilla epipsila es una especie de planta del género Alchemilla, perteneciente a la familia Rosaceae.

## Taxonomía
Alchemilla epipsila fue descrita por Serguéi Yuzepchuk en 1934.

## Distribución
Se encuentra en el territorio de Transcaucasia.